# 7509-es mellékút (Magyarország)
A 7509-es számú mellékút egy bő három és fél kilométer hosszú, négy számjegyű országos közút Zala vármegyében. Sármellék település számára biztosít közlekedési kapcsolatokat a 75-ös és a 76-os főutak irányában.

## Nyomvonala
A 76-os főútból ágazik ki, annak 15,200-as kilométerszelvényénél, Sármellék déli részén. Dózsa György út néven indul, nagyjából északi irányban, végighaladva a település központján. 1,5 kilométer után beletorkollik északnyugat felől, körülbelül 2 kilométer megtétele után a 76 111-es út, amely a számozása szerint csak a 75-ös főúttal köti össze a települést, de önkormányzati útként még hosszan folytatódik a 75-östől északra is, egészen Szentgyörgyvár északi külterületeiig. 2. kilométere után lép ki az út Sármellék házai közül és 2,2 kilométer megtételét követően át is lép Alsópáhokra. Utóbbi település lakott területeit azonban az út nem érinti: a 75-ös főútba torkollva ér véget, annak 5,100-as kilométerszelvényénél.
Teljes hossza, az országos közutak térképes nyilvántartását szolgáló kira.gov.hu adatbázisa szerint 3,557 kilométer.